# Taseopteryx rex
Taseopteryx rex là một loài bướm đêm trong họ Noctuidae.